# Резолюция Совета Безопасности ООН 44
В Резолюции Совета Безопасности ООН 44, принятой 1 апреля 1948 года, содержится поручение Генеральному секретарю созвать специальную сессию Генеральной Ассамблеи для дальнейшего рассмотрения вопроса о будущем правительстве Палестины.
Резолюция была принята девятью голосами «за» при воздержавшихся Украинской ССР и СССР.